# Michael Mott

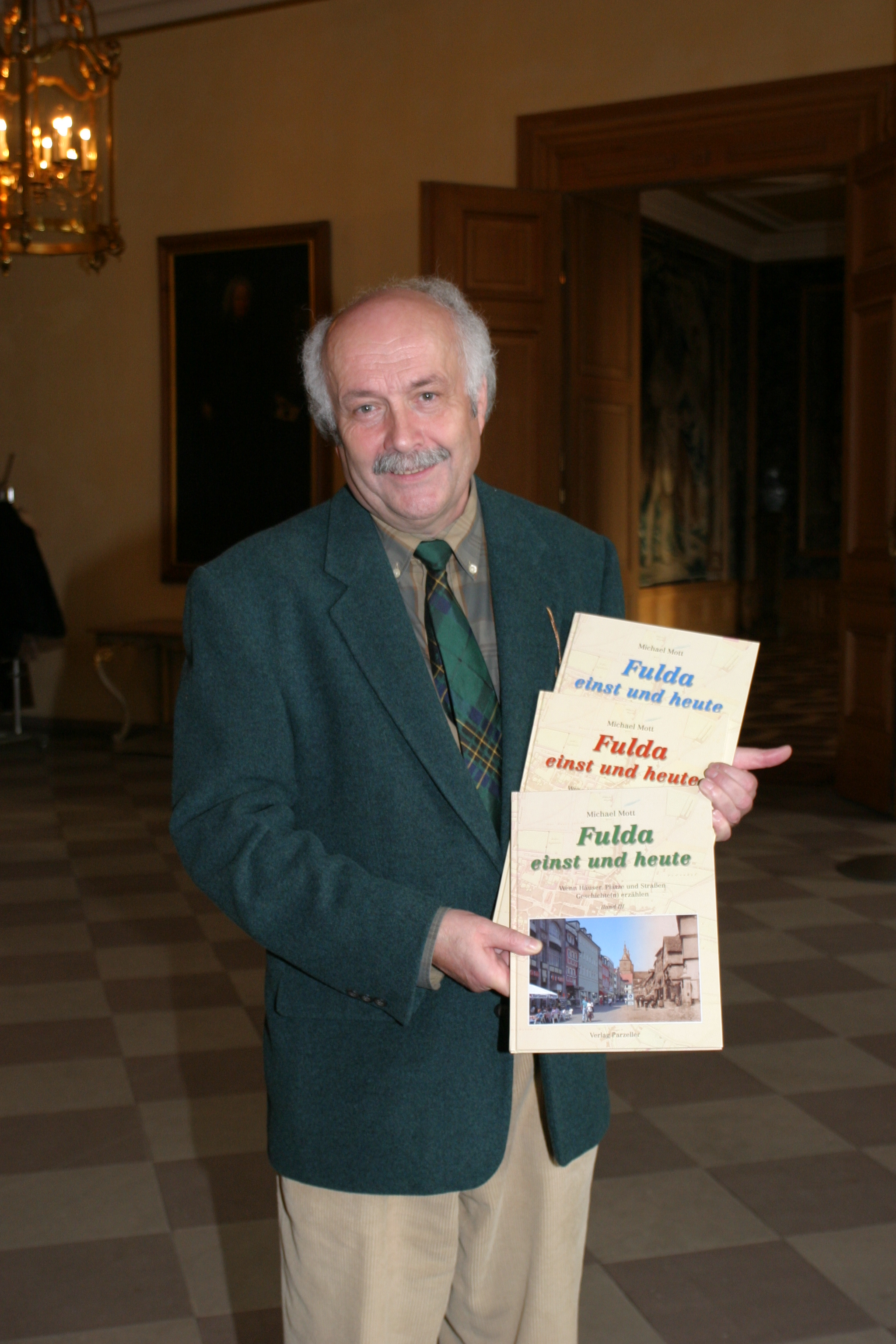
Michael Mott bei der Vorstellung seines dritten Bandes Fulda einst und heute in der ehemaligen fürstlichen Residenz zu Fulda (2003)

Michael Mott (* 12. August 1943 in Fulda) ist ein deutscher Heimatkundler, Denkmalpfleger, Journalist und Autor.

## Leben
Im Alter von einem Jahr wurde Mott Halbwaise, nachdem sein Vater in der Ukraine gefallen war. 1951 heiratete seine Mutter erneut und zog mit ihm von Poppenhausen (Wasserkuppe) in den damals noch eher ländlich geprägten Fuldaer Stadtteil Neuenberg. Er besuchte die Hauptschule, in der sein Interesse an Heimatgeschichte geweckt wurde. Danach lernte er in Kassel den Beruf des Fernmeldetechnikers, in dem er viele elektrotechnische Erfindungen machte. Als nebenamtliche Lehrkraft lehrte er am Bildungszentrum der Deutschen Bundespost in Heusenstamm und war zudem im Katastrophenschutz der Deutschen Bundespost tätig. Aufgrund seines Interesses an Heimatgeschichte forscht er seit 1977 im Fuldaer Stadtarchiv. Seine auch dort gewonnenen Erkenntnisse veröffentlichte er bis heute in über 1000 Artikeln. Ein großer Teil ist in der Beilage Buchenblätter der Fuldaer Zeitung veröffentlicht. Seine väterlichen Vorfahren konnte Mott bis zum Jahre 1572 in Uttrichshausen zurückverfolgen. Durch seine praktische Tätigkeit als Forscher fand er 1984 bei Uffhausen ein Flachbrandgrab aus der Mittleren Hallstattzeit, das notgeborgen wurde. Ein Jahr zuvor war die Fundmeldung eines von ihm entdeckten Hügelgrabes bei Zillbach (Büchenberg) erfolgt.
Er ist u. a. langjähriges Mitglied im Denkmalbeirat von Fulda, seit 1998 als stellvertretender Vorsitzender. Zu seinen Aktivitäten gehören zudem Vorträge, Lesungen, Ausstellungen und  Exkursionen. Mott ist mit seiner Frau Hella auch Organisator der jährlichen Gedenkveranstaltung für die Opfer der Bombenangriffe im  Zweiten Weltkrieg auf Fulda.

## Veröffentlichungen (Auswahl)
- 1175 Jahre Uttrichshausen, Gemeinde Kalbach/Rhön: Gemeinde Kalbach, Druckerei Nikolaus Bad Brückenau, 1986
- Denkmäler im Landkreis Fulda und im alten Hochstift: Rhön-Verlag Hohmann Hünfeld, Rindt-Druck Fulda, 1996, ISBN 3-931796-13-2
- Chronik 100 Jahre Männerchor 1899 Gemütlichkeit e. V. Fulda-Horas - In Freud und Leid - zum Lied bereit: Druck-Center Hilders-Simmershausen, 1999
- Türe und Tore in Stadt und Landkreis Fulda, Sparkasse Fulda: cre art Fulda, April 2000
- Fulda einst und heute - Wenn Häuser, Plätze und Straßen Geschichte(n) erzählen (Band I): Verlag Parzeller Fulda, 2000, 2. Auflage 2001, ISBN 3-7900-0310-7
- Fulda einst und heute - Wenn Häuser, Plätze und Straßen Geschichte(n) erzählen, Band II: Verlag Parzeller Fulda, 2001, ISBN 3-7900-0330-1
- Fulda einst und heute - Wenn Häuser, Plätze und Straßen Geschichte(n) erzählen, Band III: Verlag Parzeller Fulda, 2003, ISBN 3-7900-0347-6
- 50 Jahre Pfarrkirche Uttrichshausen 1954-2004: Kirchengemeinde St. Bonifatius Uttrichshausen: Schöppner Druck Flieden, 2004
- "Fuldaer Köpfe" oder "Menschen unserer Heimat" (Band I): Verlag Parzeller Fulda, 2007, ISBN 978-3-7900-0396-3
- Leben am Fuße von Pferdskopf und  Eube - Heimatbuch der Rhöngemeinde Rodholz: Gemeinde Poppenhausen (Wasserkuppe), Rindt Druck Fulda, Juli 2008
- Petri Heil! und Petri Dank! anno dazumal - Fuldaer Anglerlatein in originellen Karikaturen von Heinrich Hautumm (1902-1974): Parzellers Buchverlag Fulda, 2009, ISBN 978-3-7900-0413-7
- 1200 Jahre Uttrichshausen, Gemeinde Kalbach/Rhön: Gemeinde Kalbach - OT Uttrichshausen: Vogel Druck Neuhof, 2011, ISBN 978-3-00-034540-1
- "Fuldaer Köpfe" oder "Menschen unserer Heimat", Band II: Parzellers Buchverlag Fulda, 2011, ISBN 978-3-7900-0442-7
- Ortschronik Poppenhausen (Wasserkuppe) - Tradition bewahren-Fortschritt leben (850 Jahre 1165-2015): Gemeinde Poppenhausen   (Wasserkuppe): BestPricePrinting Seefeld (Oberbayern), 2015
- 100 Jahre 1918 - 2018 Kreishandwerkerschaft Fulda, Verstehen / Bündeln / Handeln: Kreishandwerkerschaft Fulda, Rindt Druck Fulda, September 2018, ISBN 978-3-00-060328-0

Weiter Mitautor bei zahlreichen heimatgeschichtlichen Publikationen und Verfasser von über eintausend zumeist geschichtlichen Artikeln, auch Familienforschung, Kriegsgräberfürsorge, Philatelie, Numismatik, Archäologie, Kulturreisen und Nachrichtentechnik.

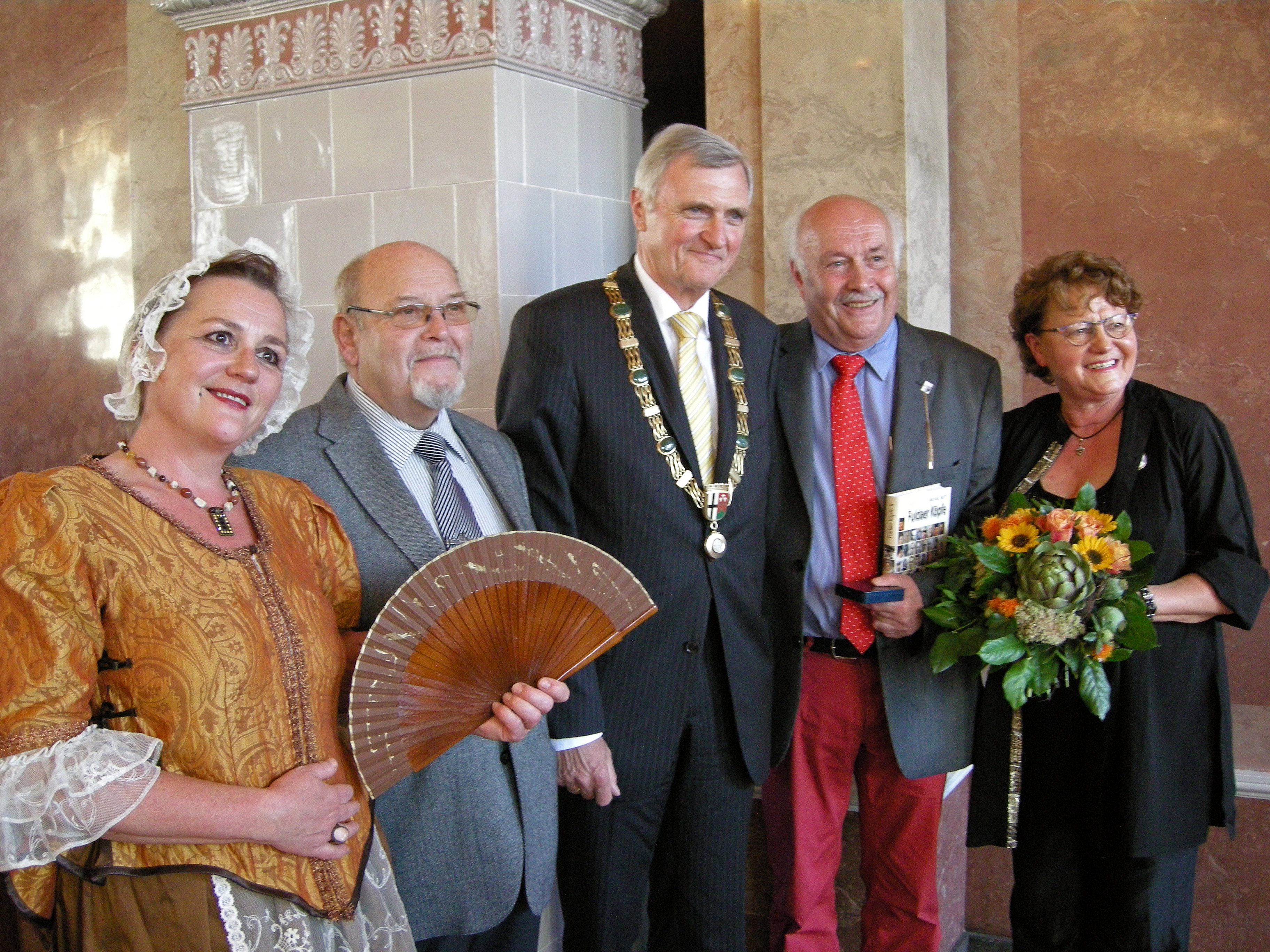
Auszeichnung im September 2013 mit der Ferdinand-Braun-Medaille durch Oberbürgermeister Gerhard Möller

## Literarische Preise
Die von Mott initiierte Serie „DENK-mal!“ in der Fuldaer Zeitung (304 Folgen in den Jahren 1989–1995) erhielt 1993 vom Deutschen Nationalkomitee für Denkmalschutz in der Nikolai-Kirche in Potsdam den Deutschen Preis für Denkmalschutz, die höchste Auszeichnung auf diesem Gebiet. Im gleichen Jahr erhielt Mott für die gleiche Artikelserie zu dem Thema „Erneuern ohne zu zerstören“ in Wiesbaden den Journalistenpreis der Architekten- und Stadtplanerkammer Hessen.

## Auszeichnungen und Ehrungen
- 1972: Auszeichnung als erfolgreichster bundesweiter Einsender von Verbesserungsvorschlägen im Fernmeldewesen durch Bundesminister für das Post- und Fernmeldewesen Dr. Lauritz Lauritzen in Bonn
- 2013: Verleihung der Ferdinand-Braun-Medaille der Stadt Fulda
- 2014: Ernennung zum Ehrenmitglied des PSV (Post-Sportverein) Blau Gelb Fulda 1934/61 e. V.